# Robert de Vernejoul
 (septembre 2023).
Robert de Vernejoul, né le 19 mars 1890 à Montcaret (Dordogne) et mort le 14 octobre 1992 à Marseille (Bouches-du-Rhône), est un chirurgien français.

## Biographie
Robert de Vernejoul, est né le 19 mars 1890 à Montcaret (Dordogne). 
Durant ses études[Quand ?], il quitte Clermont-Ferrand pour suivre des études de médecine à Marseille. 
En 1914, durant son service militaire, Robert de Vernejoul est mobilisé à Toulon. Il demande à être affecté aux régiments de médecine[Quoi ?] qui participent aux combats sur le front. 
Durant les années de guerre, il s'illustre, obtenant la croix de guerre 1914-1918 et devenant chevalier de la Légion d'Honneur. 
En 1918, après la guerre, il retourne à Marseille et décide de s'orienter vers la chirurgie. C'est à cette époque qu'il épousera Madeleine Hotz. 
En 1919, il s'engage aux côtés de l'abbé Fouque pour créer l'hôpital Saint-Joseph à Marseille. Il s'occupera de l'hôpital jusqu'à sa mort. 
En 1934, il se spécialise en chirurgie digestive et abdominale. Il va devenir chef de service[Quand ?]. 
En 1940, il rentre dans la résistance comme membre du comité médical dont il sera ensuite responsable pour la région Sud-Est. Lors de la Libération, il intègre l'armée et crée la F.C.M 7 (Formation Chirurgicale Mobile). C'est à cette occasion qu'il progresse dans l'ordre de la Légion d'Honneur et qu'il obtient la croix de guerre 1939-1945 et la Médaille de la résistance française (remise par le général de Gaulle).
Il préside l'Académie nationale de médecine en 1979.

## Distinctions
- Grand-croix de la Légion d'honneur[1],[2] en 1973[3].
- Croix de guerre 1914–1918[2]
- Croix de guerre 1939–1945[2]
- Médaille de la Résistance française (décret du 31 mars 1947) pour ses services dans l'Armée secrète[2]
- Grande médaille d'or de la Société d'encouragement au progrès (1974)

## Œuvres
- Robert de Vernejoul et Pierre de Vernejoul, Des tranchées aux pavés : carnets de route du médecin-auxiliaire Robert de Vernejoul, Anglet, Atlantica, 2002, 244 p. (ISBN 2-84394-471-6, EAN 978-2-84394-471-0, lire en ligne).